# Head Shoulders Knees & Toes
Head Shoulders Knees & Toes è un singolo del duo musicale francese Ofenbach e del duo musicale tedesco Quarterhead, pubblicato l'8 maggio 2020 come primo estratto dal primo album in studio degli Ofenbach I.

## Descrizione
Head Shoulders Knees & Toes, che vede la partecipazione vocale della cantante statunitense Norma Jean Martine, è un brano dance.

## Video musicale
Il video musicale è stato reso disponibile il 4 agosto 2020.

## Tracce
Testi e musiche di César Laurent de Rummel, Dorian Lauduique, Janik Riegert, Josh Tapen, Norma Jean Martine e Tim Deal.
Download digitale
1. Head Shoulders Knees & Toes (feat. Norma Jean Martine) – 2:36

Download digitale – Alle Farben Remix
1. Head Shoulders Knees & Toes (feat. Norma Jean Martine) (Alle Farben Remix) – 2:40

Download digitale – Acoustic
1. Head Shoulders Knees & Toes (feat. Norma Jean Martine) (Acoustic) – 2:57

Download digitale – Robin Schulz Remix
1. Head Shoulders Knees & Toes (feat. Norma Jean Martine) (Robin Schulz Remix) – 3:03

## Formazione
- Ofenbach – programmazione, produzione
- Quarterhead – produzione
- Norma Jean Martine – voce

## Classifiche

### Classifiche settimanali
| Classifica (2020-21) | Posizione massima |
| -------------------- | ----------------- |
| Austria              | 3                 |
| Belgio (Fiandre)     | 7                 |
| Belgio (Vallonia)    | 38                |
| Croazia              | 6                 |
| Francia              | 20                |
| Germania             | 6                 |
| Irlanda              | 62                |
| Italia               | 99                |
| Lituania             | 26                |
| Norvegia             | 16                |
| Paesi Bassi          | 7                 |
| Polonia              | 1                 |
| Repubblica Ceca      | 16                |
| Romania              | 1                 |
| Russia               | 27                |
| Slovacchia           | 19                |
| Slovenia             | 3                 |
| Svezia               | 32                |
| Svizzera             | 6                 |
| Ucraina              | 52                |
| Ungheria             | 3                 |

### Classifiche di fine anno
| Classifica (2020) | Posizione |
| ----------------- | --------- |
| Austria           | 22        |
| Francia           | 64        |
| Germania          | 45        |
| Polonia           | 22        |
| Romania           | 39        |
| Svizzera          | 42        |
| Classifica (2021) | Posizione |
| Austria           | 37        |
| Belgio (Fiandre)  | 47        |
| Croazia           | 15        |
| Francia           | 147       |
| Germania          | 28        |
| Svizzera          | 34        |
| Ungheria          | 21        |